# Евроазиатска кафява мечка
Евроазиатска кафява мечка (Ursus arctos arctos) е подвид на кафявата мечка разпространен в северните части на Евразия. Представителите на подвида обитават и България.

## Разпространение и численост на популацията
Евроазиатската кафява мечка е палеарктически вид разпространен от Пиренеите и Скандинавия до Чукотка и Хокайдо. Представителите от повече от хилядолетие са изтребени от земите на Великобритания и Ирландия, изолирани малки популации живеят на Пирените и Апенините.
Популацията в района на Балтоскандия обаче бележи слаб растеж – над 2000 мечки в Швеция, 1200 във Финландия, 700 в Естония и около 70 в Норвегия.
Големи популации обитават страните от Балканския полуостров. Тук наброяват около 3000 индивида, а карпатската популация е още по-голяма – около 5000 мечки.
Най-многочислена е обаче в Европа е популацията Русия, където продължава бавно да се възстановява след интензивния лов в годините преди Октомврийската революция. В световен мащаб най-голямата популация се намира на изток от Урал в Сибир. Среща се и в някои части на Централна Азия в бившите съветски републики.
Евроазиатската кафява мечка се среща и в изолирани и по-голямата си част от тях силно застрашени популации в Турция, Иран, Афганистан, Пакистан, части на Северозападна Индия, централен Китай, и на остров Хокайдо в Япония.

## Морфологични особености
Евразиатската кафява мечка има кафява козина, която може да варира от жълто-кафява до тъмно кафява, червено-кафяви или почти черна. В някои случаи са срещани и албиноси. Козината е гъста в различна степен и достига на дължина до 10 cm. Формата на главата обикновено е доста кръгла с относително малки и кръгли уши, широк череп и уста. Зъбите са 42 броя. Мечките имат мощна костна структура, големи лапи, въоръжени с големи нокти, които достигат дължина до 10 cm. Теглото варира в зависимост от местообитанието и времето от годината. Напълно развит мъжки екземпляр тежи средно по 265 – 355 kg. Най-едрият регистриран мечок е бил с тегло от 481 kg и близо 2,5 m дължина. Женските обикновено са с тегло между 150 – 250 kg.

## Исторически сведения
Евроазиатските кафяви мечки са обитавали остров Великобритания, до около 500 г. Представителите на острова били унищожени чрез лов.
Представителите на подвида са били използвани в Древен Рим за зрелищни борби на арената. Най-силните мечки идвали от земите на Каледония и Далмация.
В древността Евроазиатската кафява мечка до голяма степен била месоядна. Около 80% от диетата и се състояла от животинска храна. През следващите столетия плячката и значително намалява като през Средновековието дивеча в диетата и възлизал на 40% от хранителния прием. В наши дни месото представлява едва 10 – 15% от диетата на евроазиатската кафява мечка.